# Карасор (село)
Карасо́р (каз. Қарасор) — село у складі Екібастузької міської адміністрації Павлодарської області Казахстану. Входить до складу Залізничного сільського округу.
Населення — 310 осіб (2021; 318 у 2009, 440 у 1999, 529 у 1989).
Національний склад станом на 1989 рік:
- росіяни — 34 %
- казахи — 28 %